# 孔祥有
孔祥有（1937年7月—），男，浙江金华人，中华人民共和国政治人物，曾任中共温州市委书记，浙江省人大常委会副主任，中共十四大代表。